# Stephan Waser
Stephan Waser (10 marzo 1920 – 19 giugno 1992) è stato un bobbista svizzero.

## Biografia
Ai VI Giochi olimpici invernali (edizione disputatasi nel 1952 a Oslo, Norvegia) vinse la medaglia di bronzo nel Bob a 4 con i connazionali Fritz Feierabend, André Filippini e Albert Madörin. Meglio di loro le nazionali statunitense e tedesca (medaglia d'oro).
Il tempo segnato fu di 5:11,70, quasi un secondo di differenza da quella statunitense (5:10,84) e quasi quattro secondi dalla prima classificata (5:07,84). Vinse anche l'altro bronzo nel bob a due con Fritz Feierabend.
Oltre alle medaglie olimpiche ne conquistò altre quattro ai campionati mondiali:
- nel 1947, medaglia d'oro nel bob a due con Fritz Feierabend e nel bob a quattro con Feierabend, Fritz Waller e Felix Endrich
- nel 1950,  medaglia d'oro nel bob a due con Fritz Feierabend e medaglia d'argento nel bob a quattro con Feierabend, Albert Madörin e Romi Spada.